# Municipios del Beni por IDH
El departamento del Beni es el quinto de Bolivia por Índice de desarrollo humano, el tercero en índice de educación, el cuarto en índice de salud y esperanza de vida, destacándose el municipio de Magdalena al ser uno de los más elevados del país en este respecto.
Posteriormente se indican las ciudades y poblados con mayores registros de IDHS (Ìndice de desarrollo sub-nacional).

## Esperanza de vida
| Municipio            | Índice de esperanza de vida |
| -------------------- | --------------------------- |
| Magdalena            | 0,865                       |
| San Ramón            | 0,819                       |
| Santa Ana del Yacuma | 0,780                       |
| Santa Rosa           | 0,779                       |
| Guayaramerín         | 0,774                       |

## Educación
| Municipio                | Índice de Educación |
| ------------------------ | ------------------- |
| 1.- Trinidad             | 0,861               |
| 2.- Magdalena            | 0,828               |
| 3.- Huacaraje            | 0,815               |
| 4.- Guayaramerín         | 0,802               |
| 5.- Santa Ana del Yacuma | 0,798               |

## Top 5 Índice de Ingresos
| Municipio                | Índice de Ingresos |
| ------------------------ | ------------------ |
| 1.- Trinidad             | 0,549              |
| 2.- Guayaramerín         | 0,521              |
| 3.- Santa Ana del Yacuma | 0,497              |
| 4.- Rurrenabaque         | 0,496              |
| 5.- San Borja            | 0,495              |

## IDH
| Municipio                | IDH   |
| ------------------------ | ----- |
| 1.- Trinidad             | 0,717 |
| 2.- Magdalena            | 0,716 |
| 3.- Guayaramerín         | 0,699 |
| 4.- Santa Ana del Yacuma | 0,692 |
| 5.- Huacaraje            | 0,682 |

## Tabla total de los 19 municipios
| Municipio                                           | Esperanza de vida | Educación | Ingresos | IDH   |
| --------------------------------------------------- | ----------------- | --------- | -------- | ----- |
| Trinidad, Capital, Cercado                          | 0,740             | 0,861     | 0,549    | 0,717 |
| San Javier, 1.ª sección municipal, Cercado          | 0,709             | 0,779     | 0,471    | 0,653 |
| Riberalta, 1.ª sección municipal, Vaca Díez         | 0,713             | 0,781     | 0,490    | 0,661 |
| Guayaramerín, 2.ª sección municipal, Vaca Díez      | 0,774             | 0,802     | 0,521    | 0,699 |
| Reyes, 1.ª sección municipal, Ballivián             | 0,756             | 0,749     | 0,493    | 0,666 |
| San Borja, 2.ª sección municipal, Ballivián         | 0,767             | 0,676     | 0,495    | 0,646 |
| Santa Rosa, 3.ª sección municipal, Ballivián        | 0,779             | 0,737     | 0,447    | 0,655 |
| Rurrenabaque, 4.ª sección municipal, Ballivián      | 0,731             | 0,755     | 0,496    | 0,660 |
| Santa Ana del Yacuma, 1.ª sección municipal, Yacuma | 0,780             | 0,798     | 0,497    | 0,692 |
| Exaltación, 2.ª sección municipal, Yacuma           | 0,741             | 0,595     | 0,430    | 0,589 |
| San Ignacio de Moxos, 1.ª sección municipal, Moxos  | 0,724             | 0,725     | 0,457    | 0,635 |
| Loreto, 1.ª sección municipal, Marbán               | 0,627             | 0,717     | 0,452    | 0,599 |
| San Andrés, 2.ª sección municipal, Marbán           | 0,701             | 0,754     | 0,442    | 0,632 |
| San Joaquín, 1.ª sección municipal, Mamoré          | 0,738             | 0,786     | 0,476    | 0,667 |
| San Ramón, 2.ª sección municipal, Mamoré            | 0,819             | 0,748     | 0,467    | 0,678 |
| Puerto Siles, 3.ª sección municipal, Mamoré         | 0,682             | 0,720     | 0,456    | 0,620 |
| Magdalena, 1.ª sección municipal, Iténez            | 0,868             | 0,828     | 0,453    | 0,716 |
| Baures, 2.ª sección municipal, Iténez               | 0,768             | 0,767     | 0,423    | 0,652 |
| Huacaraje, 3.ª sección municipal, Iténez            | 0,765             | 0,815     | 0,465    | 0,682 |